# Woodsia × gracilis
Woodsia × gracilis là một loài dương xỉ trong họ Woodsiaceae. Loài này được Butters mô tả khoa học đầu tiên năm 1941.